# Harald Sohlberg

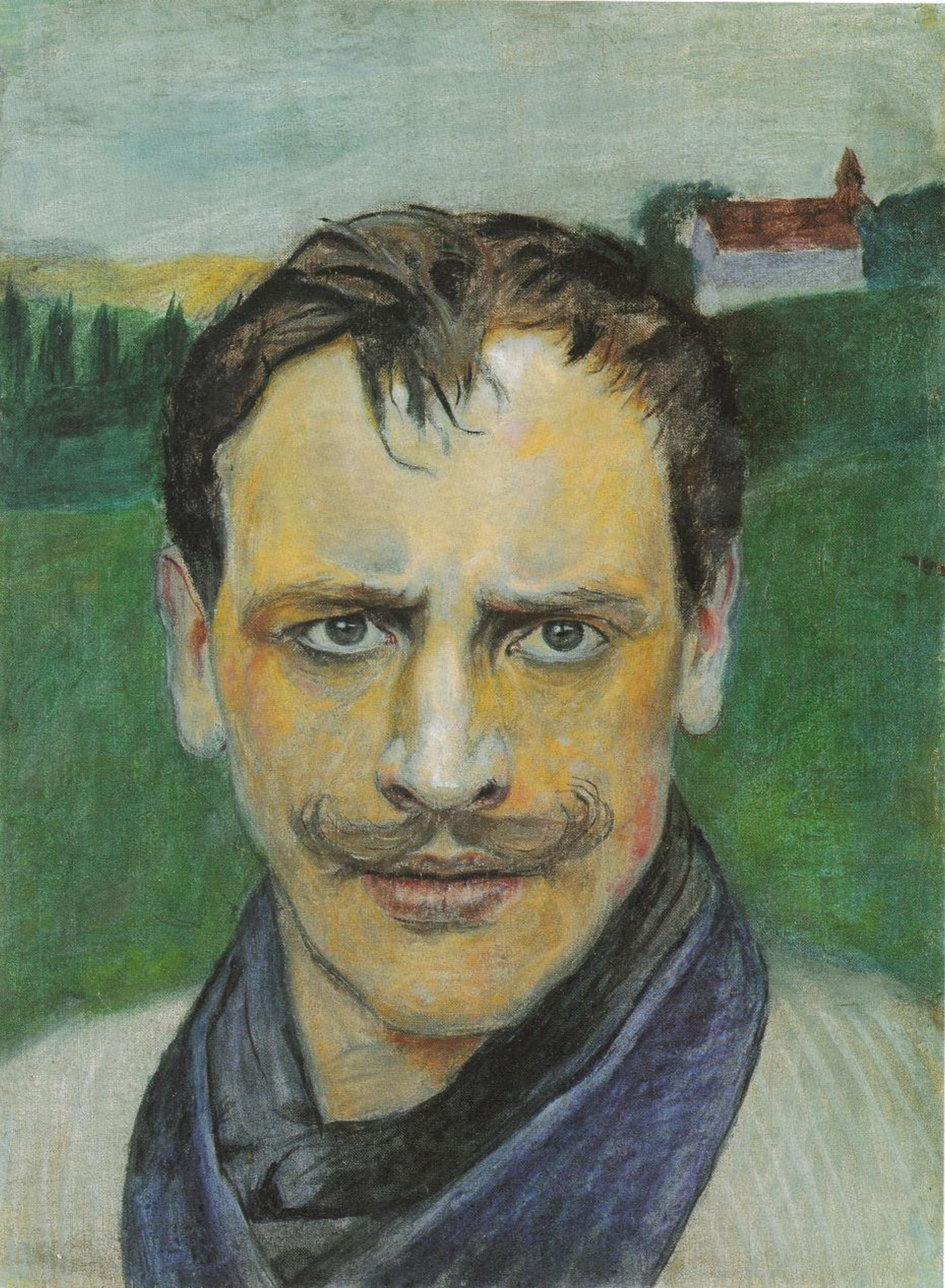
Selbstporträt, Öl, 1897

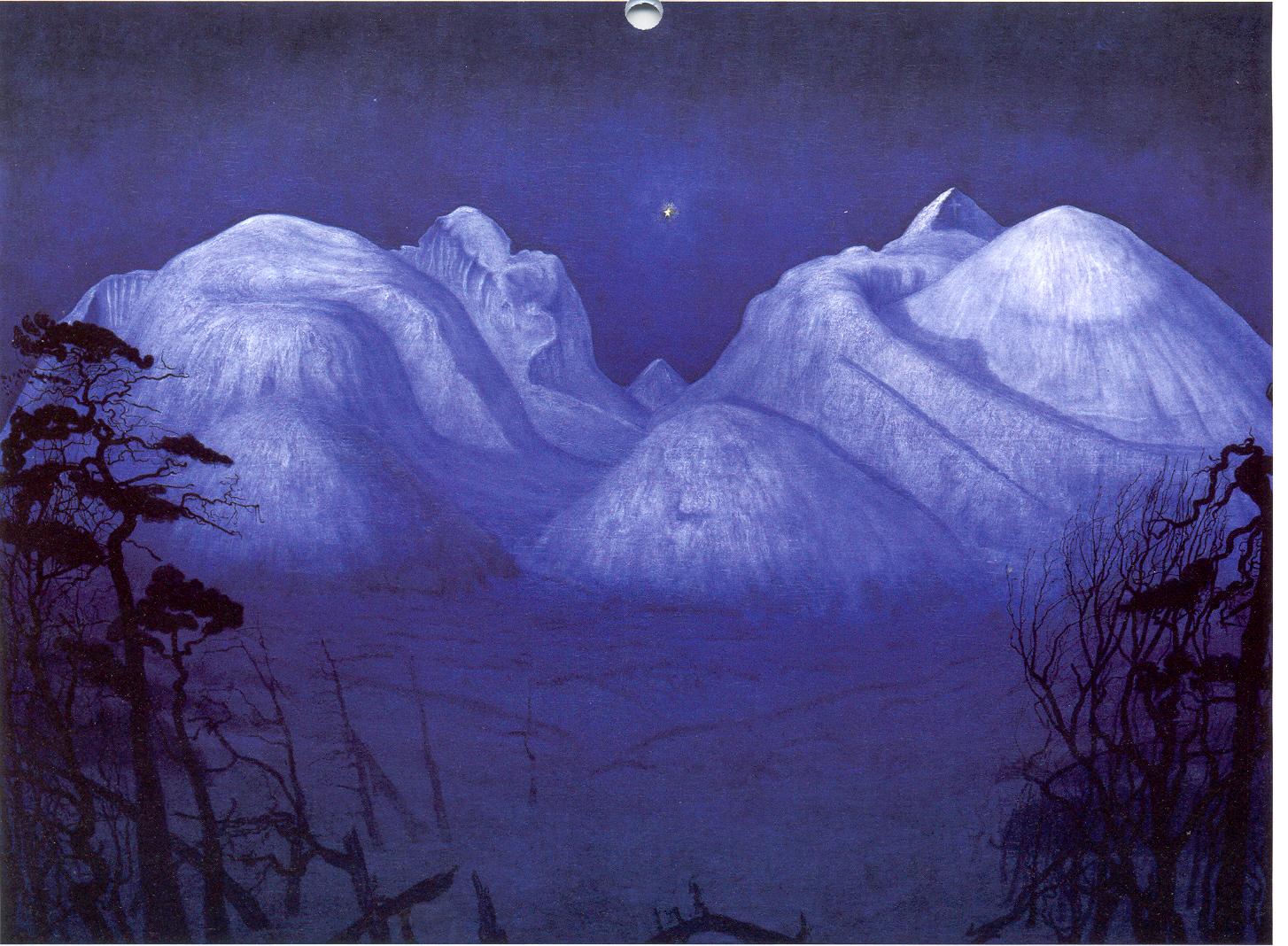
Winternacht in Rondane, Öl, 1913

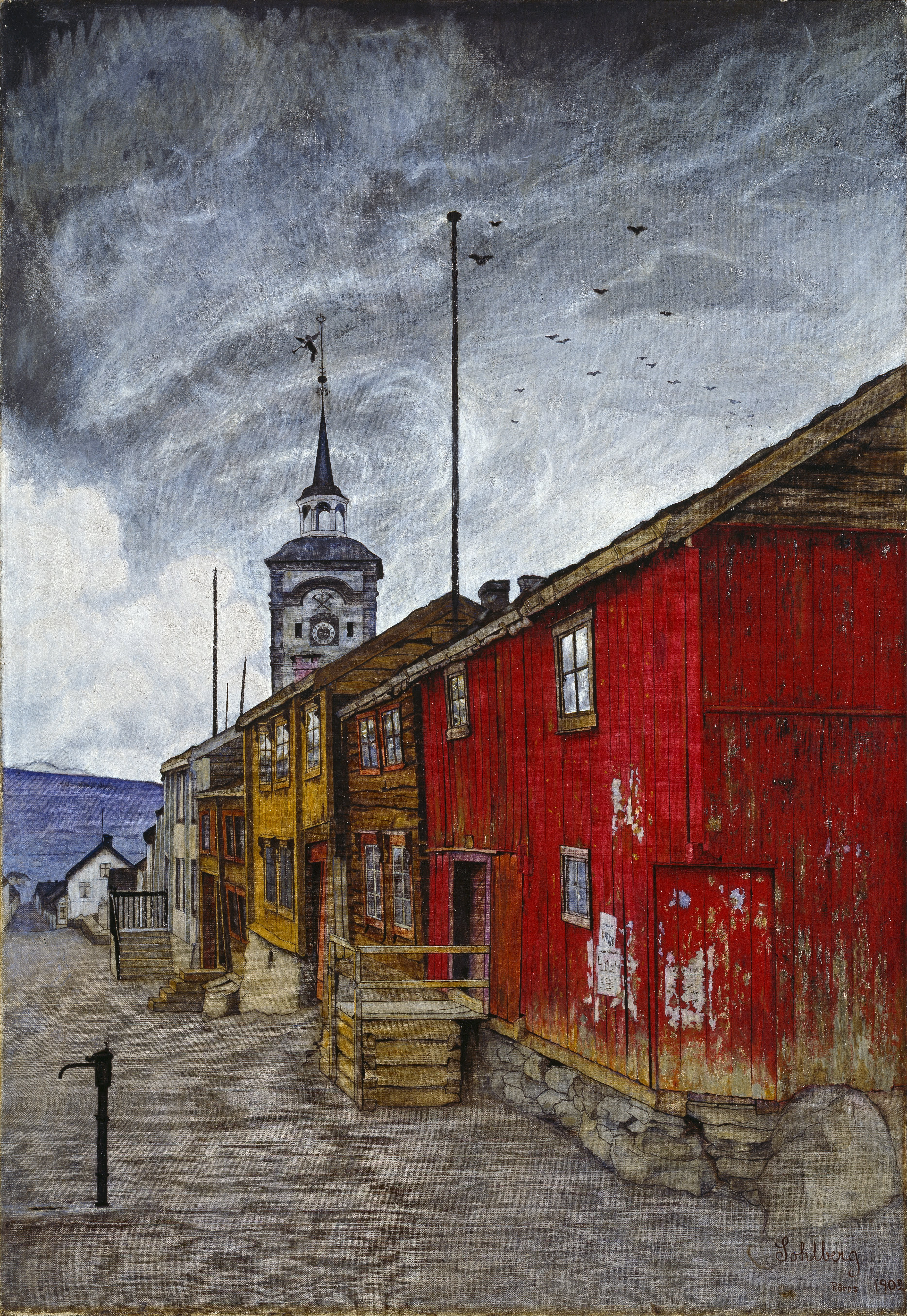
Straßenansicht Røros, Öl, 1902

Harald Oskar Sohlberg (* 29. September 1869 in Kristiania; † 19. Juni 1935 in Oslo) war ein norwegischer Maler und Grafiker.

## Biografie
Sohlberg wurde als achtes von elf Kindern des Pelzhändlers Johan Sohlberg und seiner Frau Johanne Lardsdatter Viker in Kristiania geboren. Er hatte früh den Wunsch, Künstler zu werden. Sein Vater bestand jedoch auf einer soliden handwerklichen Ausbildung. Mit sechzehn Jahren begann Sohlberg eine Lehre als Dekorationsmaler bei Wilhelm Krogh. 1889 erkannte ein Freund der Familie Sohlbergs Talent und riet zu einer künstlerischen Ausbildung. Er begann Unterricht an der Königlichen Zeichenschule in Kristiania zu nehmen und studierte Malerei bei Eilif Peterssen und Erik Werenskiold, bei Kristian Zahrtmann in Kopenhagen und 1896 für ein Jahr an der Kunstakademie Weimar.
Dazwischen absolvierte Sohlberg 1892 seinen Militärdienst. Zwei Jahre später bekam er durch einen Verkauf an die Nationalgalerie erste Aufmerksamkeit. 1895 erhielt er ein Stipendium für einen Aufenthalt in Paris. 1901 heiratete er Lili Hennum. Weitere Ankäufe durch die Nationalgalerie folgten. 1902 zog das Paar nach Røros und nach einer Reise nach Venedig 1910 nach Skovly. Neben der Malerei war für Sohlberg die grafische Arbeit eine wichtige Einnahmequelle. Nach 1920 wurde er zunehmend kränker. Er starb mit 65 Jahren an Krebs.
2019 gab die norwegische Post anlässlich des 150. Geburtstages von Sohlberg Sondermarken heraus.

## Werk
Harald Sohlberg wird der Epoche der Neoromantik zugeordnet. Die Bergwelt um Rondane war für ihn eine unerschöpfliche Inspirationsquelle für seine zahlreichen Studien und Aquarelle, die allerdings erst Jahre später in seine Landschaftsbilder einflossen. Seine Straßenszenen entstanden vor allem in Røros. In der norwegischen Kunstszene war Sohlberg der Künstler, der in seiner Arbeit Elemente des Symbolismus und der Mystik mit seinen pantheistischen Ansichten verband.  Während er bei seinen Künstlerkollegen zuerst wenig Verständnis für seine Arbeiten fand, erhielt er nach einer Ausstellung 1914 erste positive Resonanz von Kritikern und Sammlern.

## Ausstellung in Deutschland
Das Museum Wiesbaden bot vom 12. Juli bis zum 27. Oktober 2019 zu Sohlbergs 150. Geburtstag die erste Ausstellung zu seinem Schaffen auf dem europäischen Festland. Gezeigt wurden 80 seiner Werke, darunter 60 Gemälde.